# Gypsy punk
Gypsy punk é um gênero de música híbrido, que originalmente cruza música romani com punk rock e outros estilos musicais. A origem do termo é desconhecida, mas há bandas que o fazem desde antes de 1990.
O termo ficou conhecido com o álbum Gypsy Punk: Underdog World Strike, da banda novaiorquina Gogol Bordello, seus integrantes dizem que sua performance é gypsy punk.

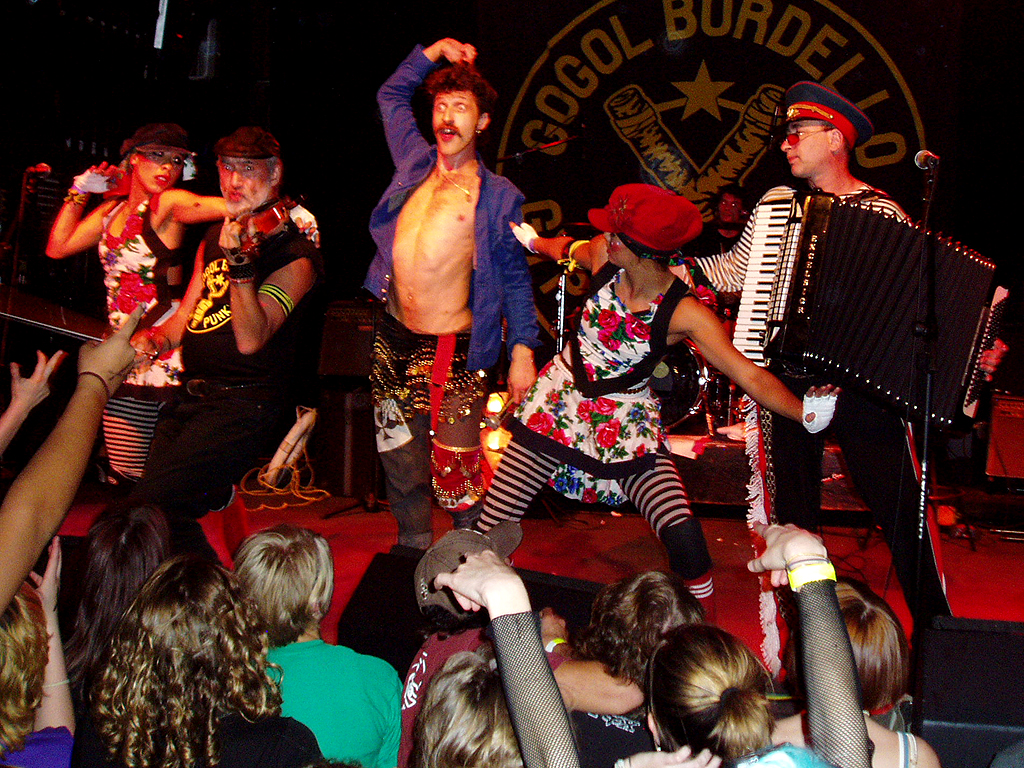
Gogol Bordello

Geralmente combinam batidas de rock com bateria, tamborim, acordeão, trompete, saxofone, misturados com a rebeldia e energia do punk rock.

## Bandas de gypsy punk
- Afenginn
- Balkan Beat Box
- Blackbird Raum
- Crash Nomada
- DeVotchKa
- Dorlene Love
- Firewater
- Gogol Bordello
- Jason Webley
- J.U.F.
- Katzenjammer
- Kultur Shock
- The Penny Black Remedy
- Sirius.B
- The Tower of Dudes
- Zdob şi Zdub
- Zydepunks